# Tapeinochilos hollrungii
Tapeinochilos hollrungii là một loài thực vật có hoa trong họ Costaceae. Loài này được K.Schum. miêu tả khoa học đầu tiên năm 1889.